# Battaglia di Efeso (seconda guerra siriaca)
La battaglia di Efeso fu una battaglia, combattuta durante la seconda guerra siriaca, tra la città di Rodi, alleata dell'impero seleucide, e la flotta del regno tolemaico; la data della battaglia è incerto, ma probabilmente fu nel 258 o nel 255 a.C. I rodi, comandati da Agatostrato sconfissero l'ammiraglio ateniese Cremonide, che era a capo della flotta del re egizio Tolomeo II.